# Mayal

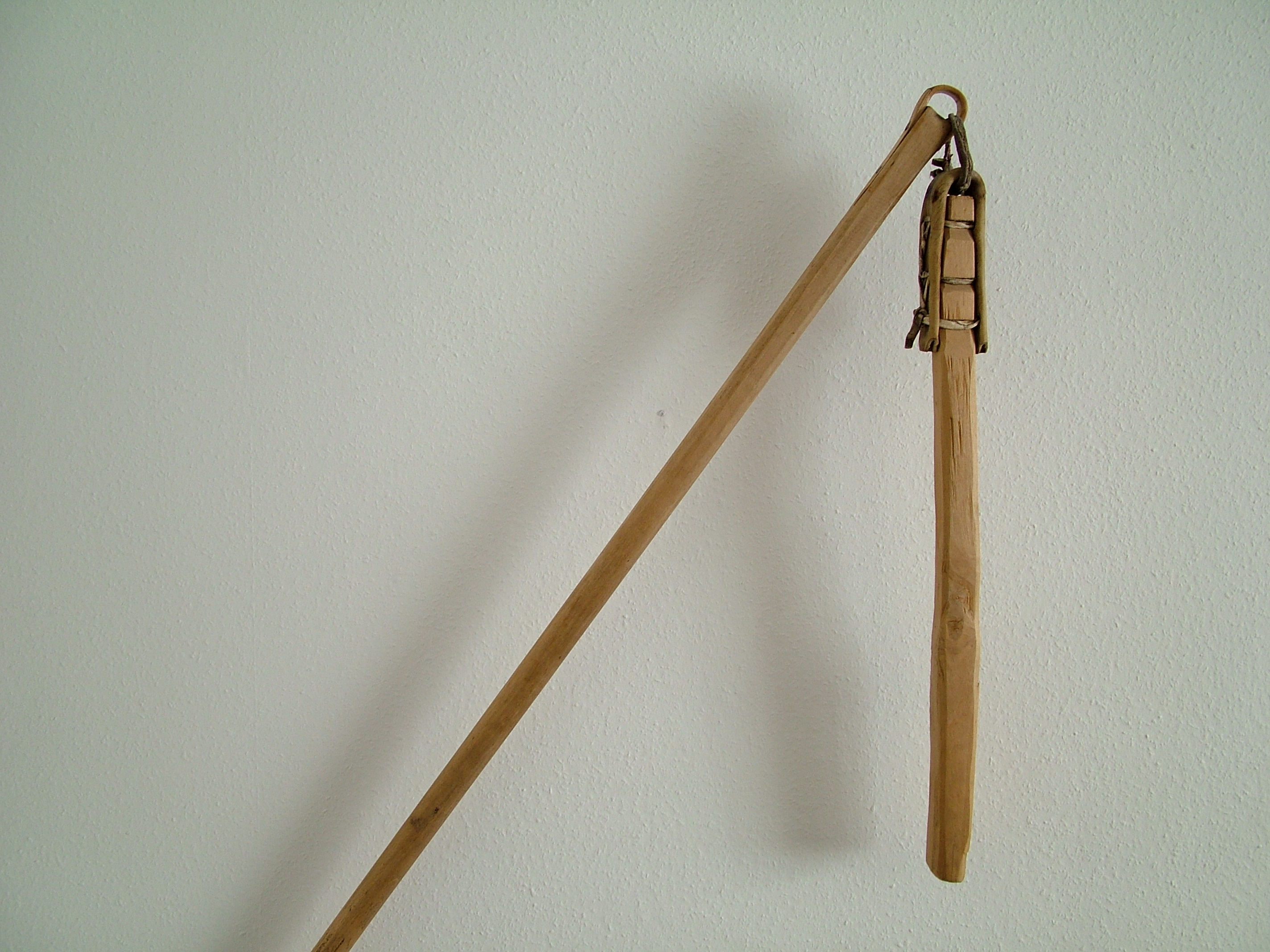
Un ejemplo de mayal agrícola.

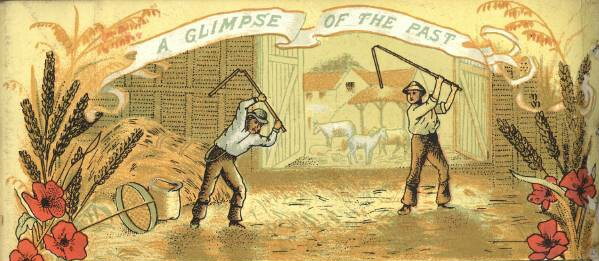
Trilla con mayal en un cartel publicitario de una empresa agrícola británica,.

El mayal, manal o malle es un instrumento tradicional agrícola utilizado para la trilla de cereales. Está compuesto por dos bastones unidos por correajes o cadenas; generalmente, el bastón más largo y delgado sirve de mango, y el más corto y grueso se usa como maza para golpear la parva (montón de cereales recién segados) o las legumbres. En España se utilizó poco, sobre todo en las zonas del norte y en áreas montañosas, ya que en el resto se prefería el trillo, aunque los agricultores más modestos, jornaleros y espigadores, que no tenían tierra propia (o no podían costearse el uso del trillo y el alquiler de las eras), usaban el mayal, casi siempre a la misma puerta de su vivienda. En los siglos XVII y XVIII, en España el mayal no tenía muy buena consideración: «otros trillan con baſtón, ó mangal, que llama el Portugués, el cual es el más pobre trillar de todos».
A pesar de su sencillez, el etnólogo sueco Dag Trotzig recoge, sólo para la Europa atlántica, hasta siete tipos distintos de mayal, casi todos diferenciados por el sistema de atadura entre sus piezas.

## Uso militar
El mayal fue un instrumento muy extendido por todo el Viejo Continente y, a menudo, derivó en armas defensivas u ofensivas, como las mazas medievales europeas de diversos tipos (maza de guerra, mangual). En Extremo Oriente, el San jie gun y el Shao zi gun son mayales de combate chinos, mientras que el nunchaku es la versión japonesa.

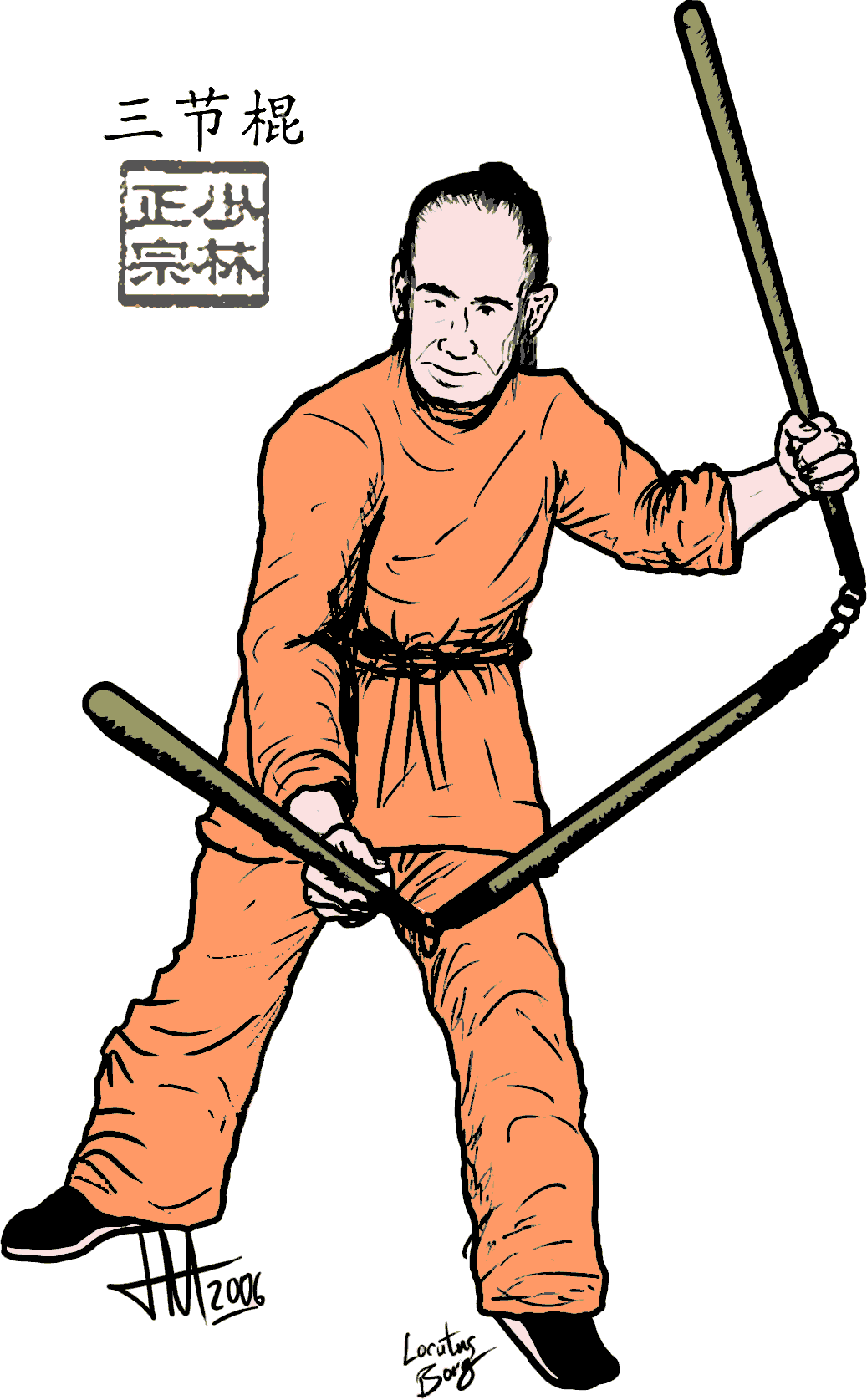
El San jie gun o mayal de guerra con tres bastones.
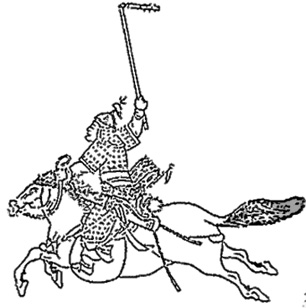
Shao zi gun, mayal de combate chino.
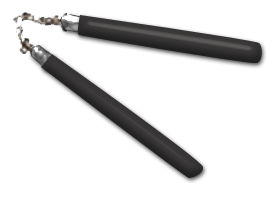
Nunchaku japonés.

## Simbología
Es muy revelador que el mayal agrícola recibe en portugués el nombre deque, que a veces, en castellano se refiere a un tipo de flagelo. De hecho, la función bélica no era la única que se derivó de los mayales agrícolas, pues se convirtieron también en instrumento de castigo judicial y símbolo de autoridad civil.
Fueron signos de autoridad y justicia, por ejemplo, el cetro egipcio llamado nejej que pudo ser, aunque esto es poco probable, un mayal modificado (simbolizando la autoridad sobre la tierra y las cosechas); o, más probablemente, un flagelo espantamoscas de ganadero (en alusión al liderazgo del pastor sobre el ganado). Normalmente iba asociado con otro cetro, el heka, que originalmente era un utensilio de pastor en forma de cayado, y también símbolo de poder.
Asimismo los fasces romanos estaban compuestos de bastones de castigo —varas de majar que al principio eran una simplificación del mayal o, más probablemente, varas de pastoreo— que manifestaban su autoridad judicial y su capacidad para imponer castigos de orden menor. El fasces de varas era propio de magistrados romanos inferiores (ediles, censores y cuestores) que sólo podían imponer castigos menores, como azotes; en cambio, las magistraturas mayores (pretores y cónsules) llevaban fasces con hachas incorporadas, simbolizando el imperium, es decir, su facultad de aplicar penas capitales. Las varas, aunque sueltas, persisten hoy día como insignia de autoridad municipal, y los alcaldes las suelen llevar en los actos protocolarios. Por su parte, los cetros europeos medievales, en realidad derivan de mazas de guerra que, a su vez, fueron en origen mayales o palos de majar.

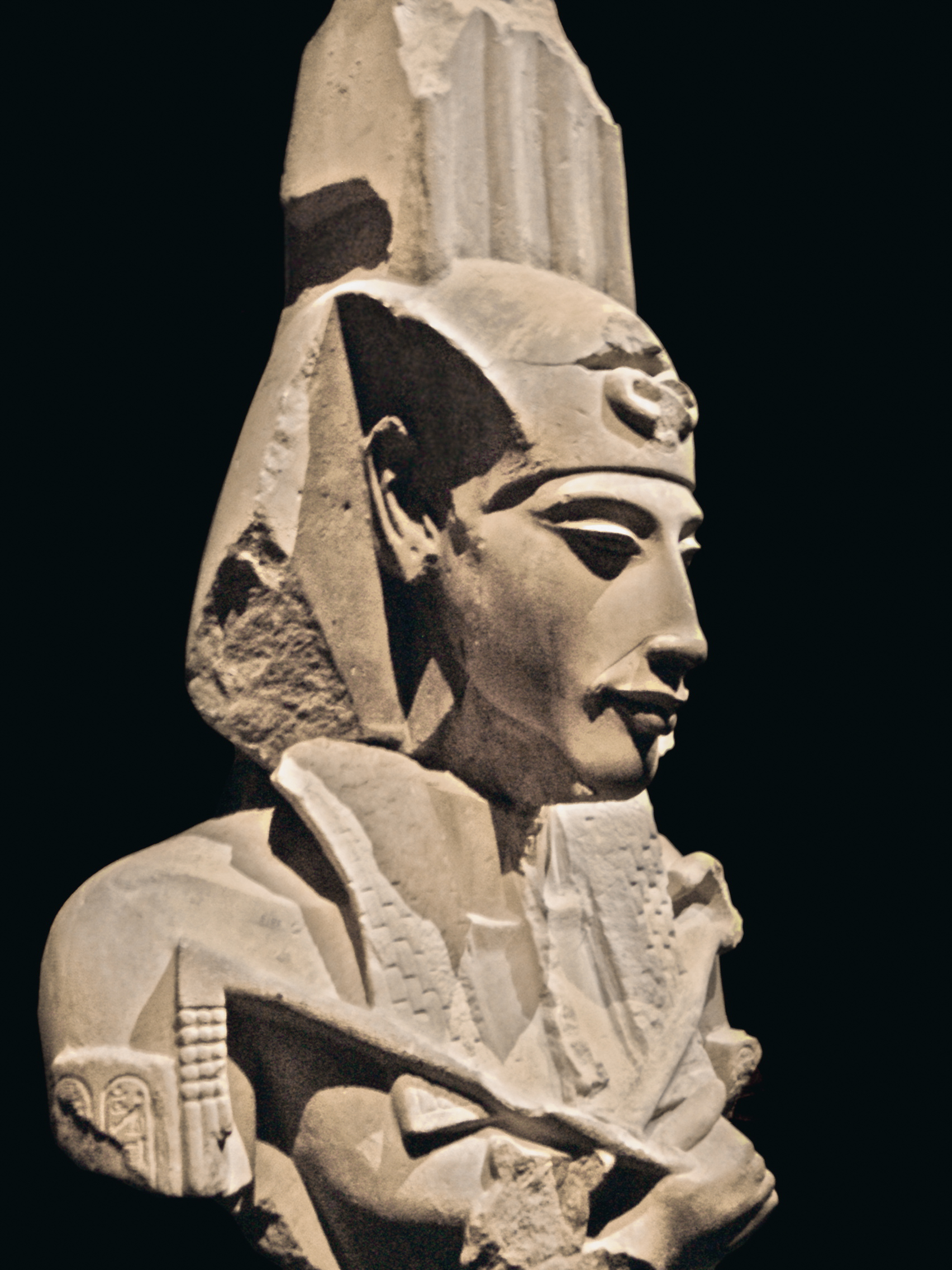
El faraón egipcio Akenatón con el nejej o flagelo.
Cetros heka (cayado) y nejej (mayal) representados en el arte del Antiguo Egipto.

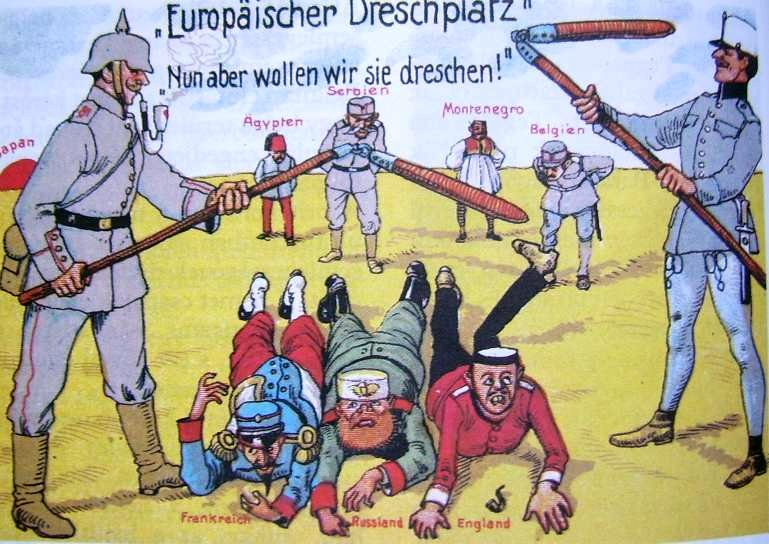
Caricatura de la I Guerra Mundial mostrando a Austria y Alemania castigando a soldados enemigos.

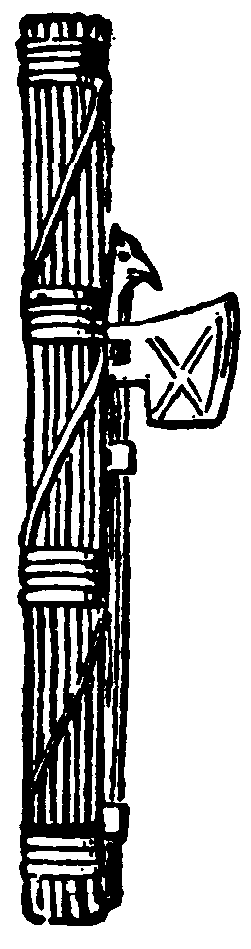
Fasces romano.
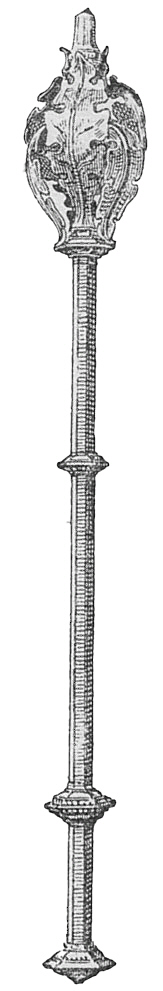
Cetro medieval.